# Mikojan-Gurewitsch Je-266
Bei der Mikojan-Gurewitsch Je-266 (russisch Микоян-Гуревич Е-266) handelt es sich um die Rekordversion der MiG-25 des sowjetischen Herstellers MiG. Je-266 war dabei eine Tarnbezeichnung für die drei Prototypen Je-155R-1, Je-155R-3 und Je-155P-1. Die in den 1970er-Jahren als Je-266M gemeldete Maschine war der Erprobungsträger Je-155M mit stärkeren Triebwerken vom Typ R-15BF2-300.

## Entwicklung
Der Entwurfsbeginn der Je-266 wird auf den 10. März 1960 datiert. Im Februar 1962 wurde der Bau des Flugzeugs vom Ministerrat der UdSSR genehmigt. Der erste Prototyp Je-155R-1 (taktische Nummer 1155) war Ende 1963 fertiggestellt. Die Rollerprobung begann im Februar 1964 und am 6. März 1964 wurde der Erstflug von Alexander Fedotow durchgeführt. Der zweite Prototyp Je-155P-1 mit veränderter Vorderkantenpfeilung flog erstmals am 9. September 1964. Es entstand noch der dritte Prototyp Je-155R-3, der im Juli 1967 der Öffentlichkeit vorgeführt wurde. Von 1965 bis 1973 wurden mit dem Typ elf Weltrekorde aufgestellt, unter anderem ein Geschwindigkeitsrekord auf einem 1000-Kilometer-Rundkurs. Bei einem weiteren Rekordversuch kam der Pilot Igor Lesnikow am 30. Oktober 1967 ums Leben, als sein Flugzeug durch Flügelbruch abstürzte. Mitte der 1970er-Jahre erschien die mit verbesserten Triebwerken ausgerüstete Weiterentwicklung Je-266M, mit der am 31. August 1977 von Alexander Fedotow ein absoluter Höhenweltrekord von 37.650 Metern aufgestellt werden konnte. Ein weiteres Rekordflugzeug ist die als Je-133 bezeichnete Version der zweisitzigen MiG-25U, mit der von Swetlana Sawizkaja vier von der FAI anerkannte Höhen- und Geschwindigkeitsrekorde erflogen werden konnten, so der Geschwindigkeitsrekord für Frauen mit 2683,44 km/h vom 22. Juni 1975. Insgesamt wurden mit der Je-266/Je-133 22 Weltrekorde erflogen.
Aus dem Prototyp wurde schließlich der einsitzige schwere Allwetterabfang- und Langstreckenjäger MiG-25 für eine weiträumige Luftverteidigung entwickelt.

## Rekorde
| Datum            | Flugzeugtyp | Pilot        | Art des Rekords                                                                            | Erreichte Werte       | FAI-Kategorie | FAI-ID         | Status   |
| ---------------- | ----------- | ------------ | ------------------------------------------------------------------------------------------ | --------------------- | ------------- | -------------- | -------- |
| 16. März 1965    | Je-266      | A. Fedotow   | Geschwindigkeit auf 1000-km-Rundkurs (ohne Nutzlast, mit 1000 kg und mit 2000 kg Nutzlast) | 2319,12 km/h          | C-1           | 3974/3975/9095 | überholt |
| 5. Oktober 1967  | Je-266      | M. Komarow   | Geschwindigkeit auf 500-km-Rundkurs                                                        | 2981,50 km/h          | C-1           | 8856           | aktuell  |
| 5. Oktober 1967  | Je-266      | A. Fedotow   | Höhe mit 1000 kg Nutzlast                                                                  | 29.977 m              | C-1           | 8745           | überholt |
| 27. Oktober 1967 | Je-266      | P. Ostapenko | Geschwindigkeit auf 1000-km-Rundkurs                                                       | 2920,67 km/h          | C-1           | -              | überholt |
| 8. April 1973    | Je-266      | A. Fedotow   | Geschwindigkeit auf 100-km-Strecke                                                         | 2605,10 km/h          | C-1           | 1350           | aktuell  |
| 4. Juni 1973     | Je-266      | B. Orlow     | Steigzeit auf 20.000 m                                                                     | 2 min 49,8 s          | C-1           | 9067           | überholt |
| 4. Juni 1973     | Je-266      | P. Ostapenko | Steigzeit auf 25.000 m                                                                     | 3 min 12,6 s          | C-1           | 9071           | überholt |
| 4. Juni 1973     | Je-266      | P. Ostapenko | Steigzeit auf 30.000 m                                                                     | 4 min 3,86 s          | C-1           | 6738           | überholt |
| 25. Juli 1973    | Je-266M     | A. Fedotow   | Höhe mit 1000 kg Nutzlast                                                                  | 35.230 m              | C-1           | 4243           | überholt |
| 25. Juli 1973    | Je-266      | A. Fedotow   | Absolute Gipfelhöhe                                                                        | 36.240 m              | C-Absolut     | 2824           | überholt |
| 17. Mai 1975     | Je-266M     | A. Fedotow   | Steigzeit auf 25.000 m                                                                     | 2 min 34,2 s          | C-1           | 9069           | aktuell  |
| 17. Mai 1975     | Je-266M     | P. Ostapenko | Steigzeit auf 30.000 m                                                                     | 3 min 9,7 s           | C-1           | 9069           | aktuell  |
| 17. Mai 1975     | Je-266M     | A. Fedotow   | Steigzeit auf 35.000 m                                                                     | 4 min 11,3 s          | C-1           | 9072           | aktuell  |
| 22. Juni 1975    | Je-133      | S. Sawizkaja | Geschwindigkeit über 15 km und 25 km                                                       | 2683,45 km/h (Frauen) | C-1           | 13038          | aktuell  |
| 22. Juli 1977    | Je-266M     | A. Fedotow   | Höhe mit 1000 kg Nutzlast                                                                  | 37.080 m              | C-1           | 8672           | aktuell  |
| 22. Juli 1977    | Je-266M     | A. Fedotow   | Höhe mit 2000 kg Nutzlast                                                                  | 37.080 m              | C-1           | 8746           | aktuell  |
| 31. August 1977  | Je-266M     | A. Fedotow   | Absolute Höhe                                                                              | 37.650 m              | C-Absolut     | 2825           | aktuell  |
| 31. August 1977  | Je-133      | S. Sawizkaja | Höhe                                                                                       | 21.210 m (Frauen)     | C-1           | 12861          | aktuell  |
| 21. Oktober 1977 | Je-133      | S. Sawizkaja | Geschwindigkeit auf 500-km-Rundkurs                                                        | 2466,31 km/h (Frauen) | C-1           | 13043          | aktuell  |
| 12. April 1978   | Je-133      | S. Sawizkaja | Geschwindigkeit auf 1000-km-Rundkurs                                                       | 2333,00 km/h (Frauen) | C-1           | 13044          | aktuell  |

## Technische Daten
| Kenngröße              | Daten                                                            |
| ---------------------- | ---------------------------------------------------------------- |
| Aufbau                 | Pfeilflügelschulterdecker mit Doppelseitenleitwerk               |
| Spannweite             | 14 m                                                             |
| Länge                  | 23 m                                                             |
| Höhe                   | 6 m                                                              |
| Nutzlast               | 3000 bis 8000 kg                                                 |
| Startmasse             | 33.000 bis 36.000 kg                                             |
| Maximalgeschwindigkeit | über 3350 km/h in 24.000 m Höhe                                  |
| dynamische Gipfelhöhe  | ca. 33.000 m                                                     |
| Reichweite             | 3000 km                                                          |
| Triebwerke             | zwei Strahlturbinen mit einem Maximalschub von etwa je 15.000 kp |